# Karen Silkwood
Karen Gay Silkwood, född 19 februari 1946 i Longview, Texas, död 13 november 1974 nära Crescent, Oklahoma, var en amerikansk kemitekniker och visselblåsare rörande säkerhetsrutiner på kärnkraftverket Kerr-McGee i Crescent, Oklahoma. Hon var även fackligt aktiv på sin arbetsplats som medlem av dess förhandlingsutskott.
Karen Silkwood dog under oklara omständigheter den 13 november 1974 när hennes bil körde av vägen nära Crescent, Oklahoma när hon var på väg till ett möte med en journalist från New York Times. Hon hade fram till sin död utrett säkerhetsbrister på sin arbetsplats. Polisen drog slutsatsen att Silkwood somnat vid ratten och att hennes död var en olyckshändelse, men en privat facklig utredare menade att det fanns bucklor på bilens baksida som visade på att hon skulle ha prejats av vägen.

## I populärkulturen
De oklara omständigheterna kring Silkwoods död, och hennes roll som visselblåsare rörande säkerhetsrutiner på kärnkraftverket Kerr-McGee i Oklahoma, stod som inspiration till filmen Silkwood av Mike Nichols från 1983 med Meryl Streep i titelrollen som Karen Silkwood samt med Kurt Russell och Cher i ledande biroller.
Karen Silkwood omnämns i låten We Almost Lost Detroit (från 1977 års album Bridges) av den amerikanske poeten och musikern Gil Scott-Heron. Låten avhandlar ett kärnkraftshaveri vid Enrico Fermi Nuclear Generating Station nära Monroe, Michigan 1966.